# 平田隆一
平田 隆一（ひらた りゅういち、1936年11月27日 - ）は、日本の西洋史学者。東北大学名誉教授。

## 来歴
宮城県生まれ。東北大学文学部史学科卒、同大学院博士課程中退。1961-1964年 ローマ大学留学（イタリア政府給費留学生）。1982年「エトルスキ国制の研究」で文学博士。東北学院大学助教授、東北大学教養部助教授、国際文化研究科教授、2000年定年退官、名誉教授、東北学院大学教授、2010年退任。
1982年『エトルスキ国制の研究』でマルコ・ポーロ賞受賞。

## 著書
- L'Onomastica Falisca e i suoi Rapporti con la Latina e l'Etrusca, Leo S. Olschki, 1967
- 『エトルスキ国制の研究』南窓社 1982

共編
- 『支配における正義と不正 ギリシアとローマの場合』松本宣郎共編 南窓社 キリスト教歴史双書 1994

### 翻訳
- ロベルト・カルーシ『カラー版世界の文豪叢書 [13] イプセン』評論社 1976
- エンツォ・オルランディ編『カラー版世界の文豪叢書 [6] マーク・トウェーン』評論社 1976
- ドーラ・ジェーン・ハンブリン『エトルリアの興亡』タイムライフブックス ライフ人類100万年 1977
- ドミニク・ブリケル『エトルリア人 ローマの先住民族 起源・文明・言語』斎藤かぐみ訳 監修 白水社 文庫クセジュ 2009

## 論文
- ＜平田隆一